# تيري يونغ
تيري يونغ (بالإنجليزية: Terry Young)‏ هو سياسي أمريكي، ولد في 7 يوليو 1948 في تلسا في الولايات المتحدة. حزبياً، نشط في الحزب الديمقراطي. وقد انتخب List of mayors of Tulsa, Oklahoma ‏.